# 프라임항공
프라임항공(영어:Prime Aviation)은 대한민국의 부정기 전세편 전문 운영 항공사이다. 프라임항공은 2022년 8월 12일 정철, 한국으로 귀화한 방글라데시 출생의 시디크아부바커 2명의 공동대표에 의해 최초로 설립되었다. 한국과 방글라데시의 근로자, 유학생, 여행객 등의 편의를 위하여 인천-다카 간의 직항노선 부정기 전세편을 국내 항공사와 협업하여 2022년 9월 첫 출항을 할 예정이다. 